# الفرج بعد الشدة
الفرج بعد الشدة هو كتاب ألفه القاضي التنوخي وأورد فيه الكثير من الأخبار والقصص وبناه على 14 باباً.
وكتاب التنوخي ليس الكتاب الوحيد الذي يحمل هذا الاسم كما أشار مؤلفه في المقدمة حيث ذكر أن أول من سمى كتاباً بهذا العنوان هو أبو الحسن المدائني، ثم ابن أبي الدنيا ثم القاضي أبو حسين. وقال:
«ووجدتُ أبا بكر ابن أبي الدنيا، والقاضي أبا الحسين، لم يذكرا أن للمدائني كتاباً في هذا المعنى، فإن لم يكونا عرفا هذا، فهو طريف، وإن كانا تعمدا ترك ذكره تنفيقاً لكتابيهما وتغطية على كتاب الرجل، فهو أطرف،...»

## طبعات الكتاب
طُبعَ الكتاب أول مرة في مصر عن دار الهلال سنة 1903م بحذف أسانيده والتصرف ببعض نصوصه.
وصدر كذلك في بيروت عن دار صادر سنة 1978م بتحقيق الدكتور الشالجي في خمسة مجلدات، مقدماً له بدراسة وافية عن المؤلف ومخطوطاته.

## أبواب الكتاب
1. الْبَابُ الأَوَّلُ: مَا أَنْبَأَنَا بِهِ اللَّهُ تَعَالَى فِي الْقُرْآنِ، مِنْ ذِكْرِ الْفَرَجِ بَعْدَ الْبُؤْسِ وَالامْتِحَانِ إِنَّ مَعَ الْعُسْرِ يُسْرًا
2. الْبَاب الثَّانِي: مَا جَاءَ فِي الْآثَار من ذكر الْفرج بعد اللأواء وَمَا يتَوَصَّل بِهِ إِلَى كشف نَازل الشدَّة وَالْبَلَاء أفضل الْعِبَادَة انْتِظَار الْفرج من الله تَعَالَى
3. الْبَاب الثَّالِث: من بشر بفرج من نطق فال وَنَجَا من محنة بقول أَو دُعَاء أَو ابتهال أعرابية ذهب الْبرد بزرعها فعوضت خيرا
4. الْبَاب الرَّابِع: من استعطف غضب السُّلْطَان بصادق لفظ واستوقف مكروهه بموقظ بَيَان أَو وعظ بَين الْمَأْمُون وَعَمْرو بن مسْعدَة
5. الْبَاب الْخَامِس: من خرج من حبس أَو أسر واعتقال إِلَى سراح وسلامة وَصَلَاح حَال رَسُول الله يمن على هوَازن وَيُطلق لَهُم أَسْرَاهُم وَيرد عَلَيْهِم مَا غنم مِنْهُم
6. الْبَاب السَّادِس: من فَارق شدَّة إِلَى رخاء بعد بشرى مَنَام لم يشب صدق تَأْوِيله بكذب الأحلام مَا عرض المعتضد فِي أَيَّامه للعلويين وَلَا آذاهم وَلَا قتل مِنْهُم أحدا
7. الْبَاب السَّابِع: من استنقذ من كرب وضيق خناق بِإِحْدَى حالتي عمد أَو اتِّفَاق مُحَمَّد بن زيد الْعلوِي يضْرب مثلا عَالِيا فِي النبل
8. الْبَاب الثَّامِن: فِيمَن أشفى على أَن يقتل فَكَانَ الْخَلَاص من الْقَتْل إِلَيْهِ أعجل بَدَأَ الْهَادِي خِلَافَته بتنحية الرّبيع عَن الوزارة واستيزار إِبْرَاهِيم الْحَرَّانِي
9. الْبَاب التَّاسِع: من شَارف الْمَوْت بحيوان مهلك رَآهُ فَكف الله ذَلِك بِلُطْفِهِ ونجاه آلى على نَفسه أَن لَا يَأْكُل لحم فيل أبدا
10. الْبَاب الْعَاشِر: فِيمَن اشْتَدَّ بلاؤه بِمَرَض ناله فعافاه الله سُبْحَانَهُ بأيسر سَبَب وأقاله دُعَاء يشفي من الوجع
11. الْبَاب الْحَادِي عشر: من امتحن من اللُّصُوص بسرق أَو قطع فعوض من الارتجاع وَالْخلف بأجمل صنع قَاطع طَرِيق يرد على الْقَافِلَة مَا أَخذ مِنْهَا
12. الْبَاب الثَّانِي عشر: فِيمَن أَلْجَأَهُ الْخَوْف إِلَى هرب واستتار فأبدل بأمن ومستجد نعم ومسار يحيى بن طَالب الْحَنَفِيّ يبارح وَطنه مدينا وَيعود إِلَيْهِ مُوسِرًا
13. الْبَاب الثَّالِث عشر: فِيمَن نالته شدَّة فِي هَوَاهُ فكشفها الله عَنهُ وَملكه من يهواه رأى الْقطع خيرا من فضيحة عاتق
14. الْبَاب الرَّابِع عشر: مَا اختير من ملح الْأَشْعَار فِي أَكثر مَا تقدم من الْأَمْثَال وَالْأَخْبَار[3]

## وصلات خارجية
- الفرج بعد الشدة (ط.صادر) المكتبة الوقفية للكتب المصورة